# گوش‌خراش چاکو
گوش‌خراش چاکو (نام علمی: Ortalis canicollis) یک گونه پرنده از تیرهٔ گوش‌خراشان (Cracidae) شامل گوش‌خراش‌ها، گوان و کاکل‌فری‌ها است. این گونه در آرژانتین، بولیوی، برزیل، پاراگوئه و احتمالاً اروگوئه یافت می‌شود.